# Containerbahnhof Bielefeld Ost

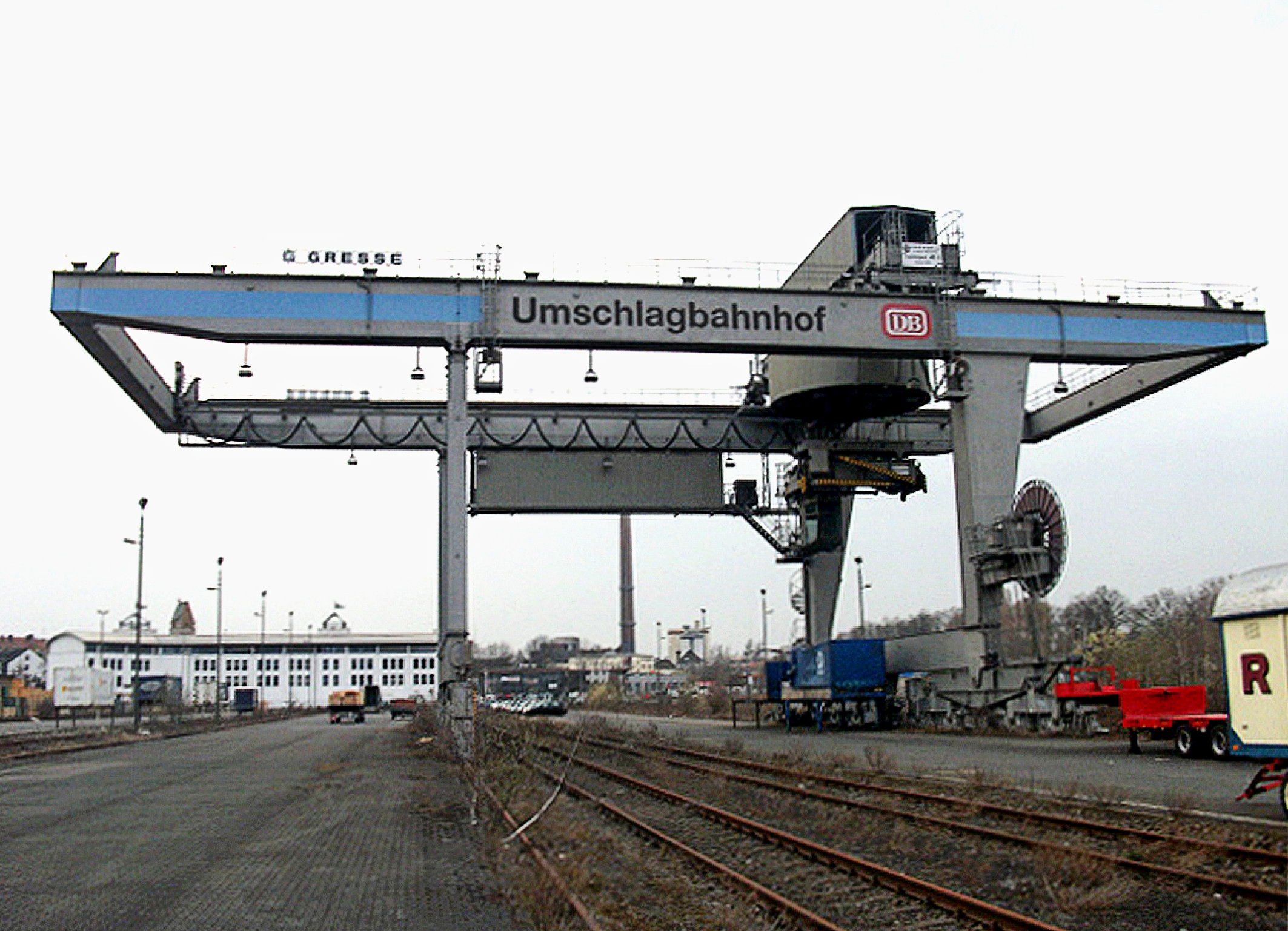
Containerkran am ehemaligen Containerbahnhof in Bielefeld

Der Containerbahnhof Bielefeld Ost war ein betrieblich stillgelegter Umschlagbahnhof für den kombinierten Ladeverkehr in der ostwestfälischen Stadt Bielefeld. Er wurde 2019 zurückgebaut.

## Lage
Der Bahnhof lag an der Strecke Bielefeld–Lage–Lemgo, die hier einen im SPNV bedienten Bahnhof hat. Er war neben dem am Hafen Minden ein weiterer Containerbahnhof in der Region Ostwestfalen-Lippe. Im Jahr 2002 wurde der achtgleisige Kopfbahnhof betrieblich stillgelegt. Auf dem stillgelegten Gelände befanden sich zwei Containerkräne, die zur LKW-Container-Verladung benutzt wurden.

## Betriebliche Aussichten
Der Bahnhof sollte dem Zulieferverkehr zu dem möglicherweise ab 2013 weltweit operierenden neuen Containerterminal in Lehrte dienen. Regional sollte der Containerbahnhof Bielefeld Ost der zentralen Anbindung der Region Ostwestfalen-Lippe an den Kombinierten Verkehr dienen. Daneben betreibt die Teutoburger Wald-Eisenbahn in Gütersloh-Spexard in unmittelbarer Nähe der A2 ein Terminal für Kombinierten Verkehr. Daraus wurde nichts, der Containerbahnhof wurde 2019 zurückgebaut.

## Geschichte
Der Containerbahnhof entstand 1969 aus dem damaligen Güterbahnhof Ost.
Aufgrund des EU-Binnenmarktes und der Öffnung nach Ost-Europa ist das Güterverkehrsaufkommen in den 1980er sprunghaft angestiegen. Allein in der Zeit von 1985 bis 1990 ergab sich allein im Großcontainerbereich eine Steigerung von 197 %. Auch der Huckepackverkehr hatte eine ähnlich gute Entwicklung gehabt. Dies führte 1985 zu Ausbauplänen des Containerbahnhofs, welche jedoch erst nach langen Genehmigungs- und Planungsphasen ab 1991 umgesetzt werden konnten. Die Verlängerung eines Gleises auf 600 Meter Nutzlänge führte sogar zum Einsetzen einer zweiten Brücke über der Heeper Straße um das Ausziehgleis im Bahnhof Bielefeld Ost entsprechend verlängern zu können. Der große Portalkran wurde 1993 installiert. Es wurden somit noch Anfang der 90er Jahre etwa 13 Millionen DM in den Standort von der damaligen Deutschen Bundesbahn investiert.
Bereits 1999 wurde von der Deutschen Bahn AG erstmalig die Schließung des Containerbahnhofs thematisiert.
2006 war der Bielefelder Containerbahnhof als Standort der Westfalenbahn im Gespräch, jedoch entschied sich die Bahngesellschaft anders. Die DB Netz AG in Duisburg, Eigentümer des Geländes, wollte den Bahnhof stilllegen und das Gelände abgeben. Entsprechend wurde die in Nordrhein-Westfalen für nicht mehr genutzte Bahnflächen und deren Vermarktung verantwortliche BahnflächenEntwicklungsGesellschaft NRW (BEG) eingeschaltet.
Am Rande des Geländes hatte seit Oktober 2009 der 2015 abgewickelte Westfälische Localbahn e. V. einen Standort für seine historischen Fahrzeuge. So war dieser Verein als eventueller Betreiber der Anlage im Gespräch, ebenso der Verkauf des Grundstücks an einen Baumarkt oder Möbelmarkt.
Die 41-t-Ladebrücke wurde im Mai 2017 in die Niederlande verkauft und abgebaut.
Im Oktober 2017 veröffentlichte das Eisenbahn-Bundesamt, dass die DB den Abbau der Gleise beantragte. Die Gleise des ehemaligen Bahnhofs wurden dann 2019 vollständig zurückgebaut.